# Athetis croceipuncta
Athetis croceipuncta là một loài bướm đêm trong họ Noctuidae.